# Tournemire (Aveyron)
Tournemire település Franciaországban, Aveyron megyében. Lakosainak száma 420 fő (2022. január 1.). Tournemire La Bastide-Pradines, Roquefort-sur-Soulzon, Saint-Jean-et-Saint-Paul, Saint-Rome-de-Cernon és Viala-du-Pas-de-Jaux községekkel határos.

## Népesség
A település népessége az elmúlt években az alábbi módon változott:
| Lakosok száma | 645  | 473  | 474  | 446  | 400  | 425  | 427  | 425  | 424  | 420  |
|               | 1968 | 1982 | 1990 | 2006 | 2013 | 2015 | 2017 | 2019 | 2020 | 2022 |